# Парке Абрахам Паладино
„Парке Абрахам Паладино“ (на испански: Parque Abraham Paladino) е многофункционален стадион в столицата на Уругвай гр. Монтевидео.
На него играе домакинските си мачове футболният отбор „Прогресо“. Капацитетът на „Парке Абрахам Паладино“ е 8000 места. Построен е през 1938 г.